# Currelos (Saviñao)
Currelos es una aldea española situada en la parroquia de Villaesteva, del municipio de Saviñao, en la provincia de Lugo, Galicia.

## Geografía
Se encuentra a 569 metros de altitud en un cruce de caminos. Por Currelos pasa la carretera LU-611 que une Taboada con Rubián. También parten de la localidad carreteras locales hacia Escairón y Paradela.

## Demografía
| Gráfica de evolución demográfica de Currelos entre 2000 y 2021 |
|                                                                |
| Datos según el nomenclátor publicado por el INE.               |